# Reality (musikalbum)
Reality är ett album som spelades in av David Bowie i Looking Glass Studios i New York. Albumet släpptes den 15 september 2003. Det gavs aldrig ut som vinyl utan bara som CD-skiva men däremot i tre olika upplagor. Förutom den sedvanliga CD-utgåvan gavs det ut en begränsad upplaga med en extra CD-skiva som innehåller låtarna "Fly", "Queen of All the Tarts (Overture)" samt en ny version av "Rebel Rebel". Dessutom en med bonusspåret "Waterloo Sunset" och en DVD-skiva med hela den ursprungliga skivans låtar inspelade live i Hammersmith Riverside Theatre, London den 8 september 2003. 

## Låtlista
Låtar där inget annat anges är skrivna av David Bowie.
1. "New Killer Star" - 4.40
2. "Pablo Picasso" (Jonathan Richman) - 4.06
3. "Never Get Old" - 4.25
4. "The Lonliest Guy" - 4.11
5. "Looking for Water" - 3.28
6. "She'll Drive the Big Car" - 4.35
7. "Days" - 3.19
8. "Fall Dog Bombs the Moon" - 4.04
9. "Try Some, Buy Some" (George Harrison) - 4.24
10. "Reality" - 4.23
11. "Bring Me the Disco King" - 7.45

## Singlar
Singlar släppta i samband med detta album:
- "New Killer Star" - DVD

## Medverkande
- David Bowie - Gitarr, keyboards, saxofon, trummor, synth, kör
- Sterling Campbell - Trummor
- Gerry Leonard - Gitarr
- Earl Slick - Gitarr
- Mark Plati - Bas, gitarr
- Mike Garson - Piano
- Matt Chamberlain - Trummor
- Tony Visconti - Bas, keyboards, kör
- David Torn - Gitarr
- Mario J McNulty - Trummor
- Gail Ann Dorsey - Kör
- Catherine Russel - Kör